# Relaciones Guatemala-Uruguay
Las Relaciones Guatemala-Uruguay se refieren a las relaciones bilaterales entre la República de Guatemala y la República Oriental del Uruguay. Ambas naciones son miembros de la Comunidad de Estados Latinoamericanos y del Caribe, Grupo de los 77, Naciones Unidas, Organización de Estados Americanos y la Organización de Estados Iberoamericanos.

## Historia
Durante la colonización española, ambas naciones formaron parte del Imperio español. Durante el período colonial español, Guatemala fue gobernado por el Virreinato de Nueva España en la Ciudad de México, mientras que Uruguay fue parte del Virreinato del Río de la Plata y se administró desde Buenos Aires. En 1828, Uruguay obtuvo su independencia después de la Guerra del Brasil. En 1841, Guatemala obtuvo su independencia después de la disolución de la República Federal de Centro América. En marzo de 1907, ambas naciones establecieron relaciones diplomáticas.
Las relaciones bilaterales entre ambas naciones han tenido lugar principalmente en foros multilaterales. En noviembre de 2006, el vicepresidente guatemalteco Eduardo Stein asistió a la XVI Cumbre Iberoamericana en Montevideo. En noviembre de 2018, la Vicepresidenta uruguaya Lucía Topolansky realizó una visita a Antigua Guatemala para asistir a la XXVI Cumbre Iberoamericana.

## Acuerdos bilaterales
Ambas naciones han firmado varios convenios como el Convenio de Cooperación Científica y Técnica (1987); Acuerdo Cultural (1987); Acuerdo de Cooperación Económica y Comercial (1987); Memorándum de Entendimiento sobre Consultas Políticas (2007); Acuerdo para el Intercambio de Información en Materia de Diseño e Implementación de Políticas de Drogas (2013); Convenio de Cooperación Académica (2013); y un Acuerdo sobre Comercio e Inversiones (2019).

## Misiones diplomáticas residentes
- Guatemala tiene una embajada en Montevideo.[5]
- Uruguay tiene una embajada en Ciudad de Guatemala.